# Sociedad Lunar Internacional
(International Lunar Astronomical Society). Entidad fundada en julio de 1956 por el astrónomo inglés Hugh Percy Wilkins y el español Antonio Paluzíe Borrell y con sedes en Barcelona y Bewleyheath (Inglaterra).

## Actividades
Esta sociedad, también denominada I.L.A.S., se fundó con el ánimo de incentivar el estudio de la Luna entre los aficionados a la astronomía, siendo su Presidente el propio Wilkins y el Secretario Paluzíe, llegando a contar con 220 socios en diversas naciones. En el mes de marzo de 1957 apareció el primer número del boletín de la sociedad, denominado Journal of the International Lunar Society, editado en inglés y con colaboraciones en alemán, francés y castellano.
Esta publicación fue elaborada primeramente por Paluzíe, siendo posteriormente editada por el inglés Patrick Moore y más tarde por Ronald Ellis hasta el año 1964, en que fue disuelta la entidad tras la muerte de Wilkins y el poco interés que mostraba ya nuestro satélite para aficionados de la época, y que renacería algunos meses después con el inicio del programa Apolo de la NASA.
- Datos: Q9078502